# Steinendorf
Steinendorf ist ein aus einer Hofschaft hervorgegangener Wohnplatz in der bergischen Großstadt Solingen.

## Lage und Beschreibung
Der Ort liegt im Stadtteil Aufderhöhe östlich von Löhdorf auf der sogenannten Löhdorfer Hochfläche nahe dem Stadtteil Höhscheid. Von Steinendorf aus fällt das Gelände in südöstliche Richtung in das Nacker Bachtal ab, auch ein Waldweg führt von dem Ort aus dorthin. Steinendorf liegt entlang der beiden Erschließungsstraßen Steinendorf und Steingarten zwischen der Steinendorfer Straße und dem Höhscheider Weg. Dort sind inmitten neuerer Einfamilienhäuser noch einige teils verschieferte Fachwerkhäuser des Bergischen Stils erhalten. Westlich von Steinendorf befindet sich das Gewerbegebiet Steinendorfer Straße, in dem unter anderem Solingens größtes Speditionsunternehmen Schnug ansässig ist, dessen hohes Logistikzentrum weithin sichtbar ist.
Benachbarte Orte sind bzw. waren (von Nord nach West): Heipertz, Greuel, Jammertal, Delle, Nöhrenkotten, Nöhrenhaus, Brücke, Schirpenberg, Brachen, Schlagbaum, Löhdorf, Siebels und Neu-Löhdorf.

## Etymologie
Die Herkunft des Ortsnamens ist unklar. Allerdings waren Steinhäuser waren im Gegensatz zu Fachwerkhäusern bis in das 19. Jahrhundert so selten, dass zuweilen gleich der gesamte Ort nach ihnen benannt wurde (siehe auch Steinenhaus (Gräfrath)).

## Geschichte
Steinendorf ist als Hofschaft seit dem 17. Jahrhundert nachweisbar. Im Jahre 1715 ist der Ort in der Karte Topographia Ducatus Montani, Blatt Amt Solingen, von Erich Philipp Ploennies mit einer Hofstelle verzeichnet und als Stünendorp benannt. Die Topographische Aufnahme der Rheinlande von 1824 verzeichnet den Ort als Steindorf und die Preußische Uraufnahme von 1844 ebenfalls als Steindorf. In der Topographischen Karte des Regierungsbezirks Düsseldorf von 1871 ist der Ort als Steinendorf verzeichnet.
Der Ort gehörte ursprünglich zur Honschaft Barl innerhalb des Amtes Solingen. Im Zuge von Grenzkorrekturen zwischen den Kirchspielen Solingen und Wald wurde 1805/1806 der Verlauf der Löhdorfer Straße als Kirchspielgrenze festgelegt. So fiel Steinendorf an die Honschaft Ruppelrath im Kirchspiel Solingen.:232 Nach Gründung der Mairien und späteren Bürgermeistereien 1808 gehörte der Ort so zur Bürgermeisterei Höhscheid, die 1856 zur Stadt erhoben wurde.
Mit der Städtevereinigung zu Groß-Solingen im Jahre 1929 wurde Steinendorf in die neue Großstadt Solingen eingemeindet. Das relativ dünn besiedelte Gebiet des heutigen Stadtteils Aufderhöhe wurde ab der zweiten Hälfte des 20. Jahrhunderts eine der bevorzugten Wohnlagen in Solingen. Begünstigt haben diese Entwicklung die ausreichende Verfügbarkeit von geeignetem Bauland, die im Vergleich zu den übrigen Stadtteilen weniger zerklüftete Topographie sowie die Nähe zu der Anschlussstelle Solingen an die Autobahn 3 bei Landwehr. Auch das Gebiet um Steinendorf erlebte in den 1960er und 1970er Jahren eine bauliche Verdichtung durch Einfamilienhäuser, wodurch der Ort seine solitäre Lage verlor und im geschlossenen Ortsbild Aufderhöhes aufging. Insbesondere der südliche Bereich des Ortes, der zum Nacker Bach hin abfällt, ist allerdings bis heute kaum besiedelt.

## Nahverkehr
Am Rande von Steinendorf befindet sich eine Bushaltestelle der Stadtwerke Solingen, die den Namen des Ortes trägt. Seit der Verlängerung des Solinger Oberleitungsbusnetzes bis Aufderhöhe im Jahre 1993 wird die Haltestelle durch die beiden Oberleitungsbuslinien 685 und 686 bedient. Darüber hinaus verkehrt ein NachtExpress über Steinendorf.
| Linie | Linienverlauf |
| ----- | --- |
| 685   | Aufderhöhe – Steinendorf – Schmalzgrube – Klingenhalle – Graf-Wilhelm-Platz |
| 686   | Aufderhöhe – Steinendorf – Schmalzgrube – Mangenberg – Graf-Wilhelm-Platz |
| NE25  | Graf-Wilhelm-Platz → Klingenhalle → Schmalzgrube → Steinendorf → Aufderhöhe → Neu-Löhdorf → Hauptbahnhof bzw. Hauptbahnhof → Börkhaus → Aufderhöhe → Steinendorf → Schmalzgrube → Mangenberg → Graf-Wilhelm-Platz |